# Incontrolable
«Incontrolable» — концертний альбом іспанського гурту Ska-P, випущений в 2004 році, містить записи з концертів в Швейцарії, Італії та Франції. Альбом вийшов також на DVD і має у своєму складі 13 композицій.

## Список композицій
1. «Estampida»
2. «Gato Lopez»
3. «Niño Soldado»
4. «Planeta Eskoria»
5. «Mestizaje»
6. «Intifada»
7. «Vals Del Obrero»
8. «Mis Colegas»
9. «Vergüenza»
10. «Solamente Per Pensare»
11. «Romero El Madero»
12. «Welcome To Hell»
13. «A La Mierda»
14. «Kasposos»
15. «Paramilitar»
16. «Cannabis»